# Webside
En webside er et elektronisk dokument eller en samling af filer der er indrettet så indholdet kan vises i en webbrowser, som oftest del af et websted.